# Wittmarkapelle

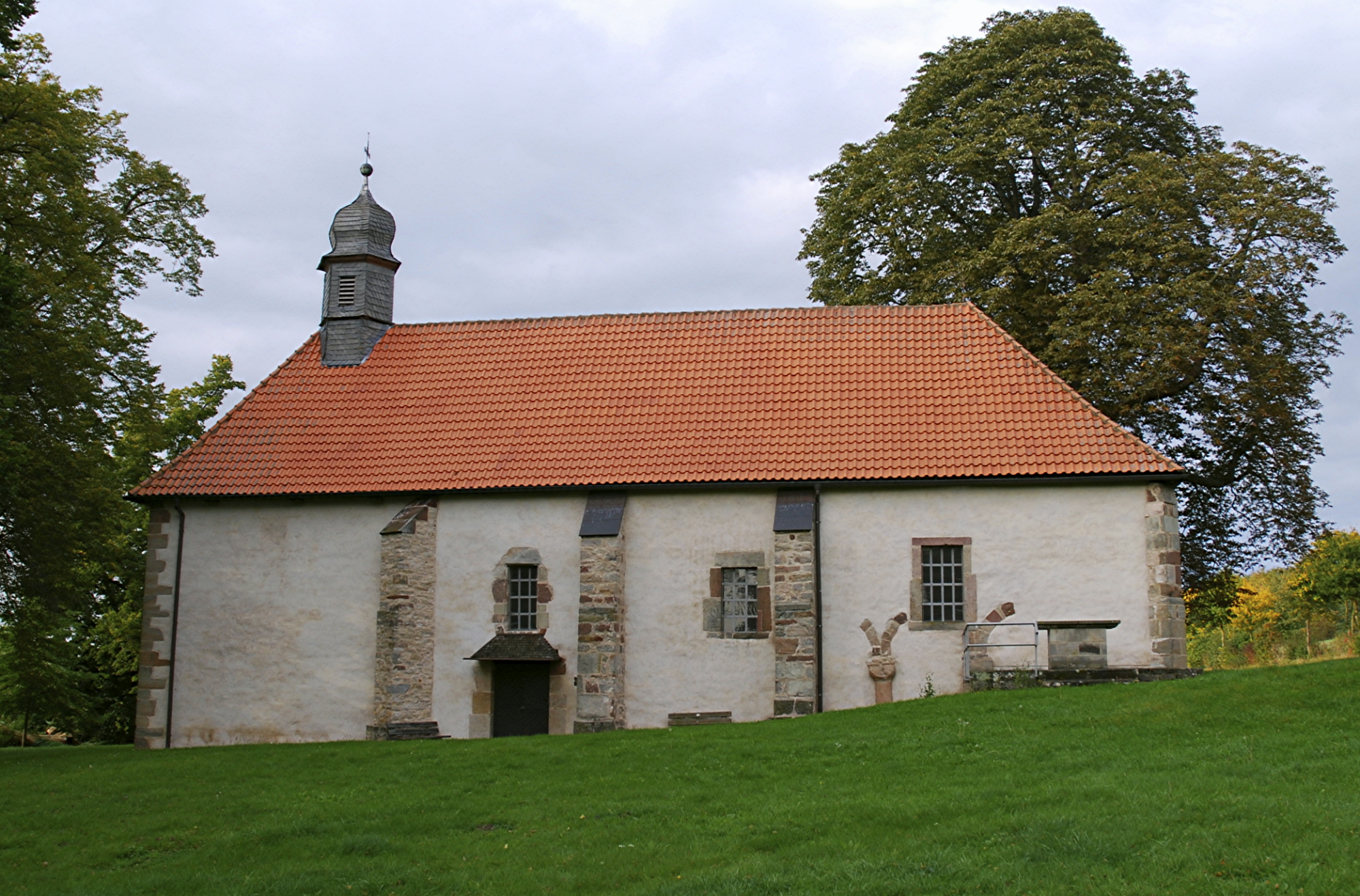
Südfassade der Wittmarkapelle, 2010

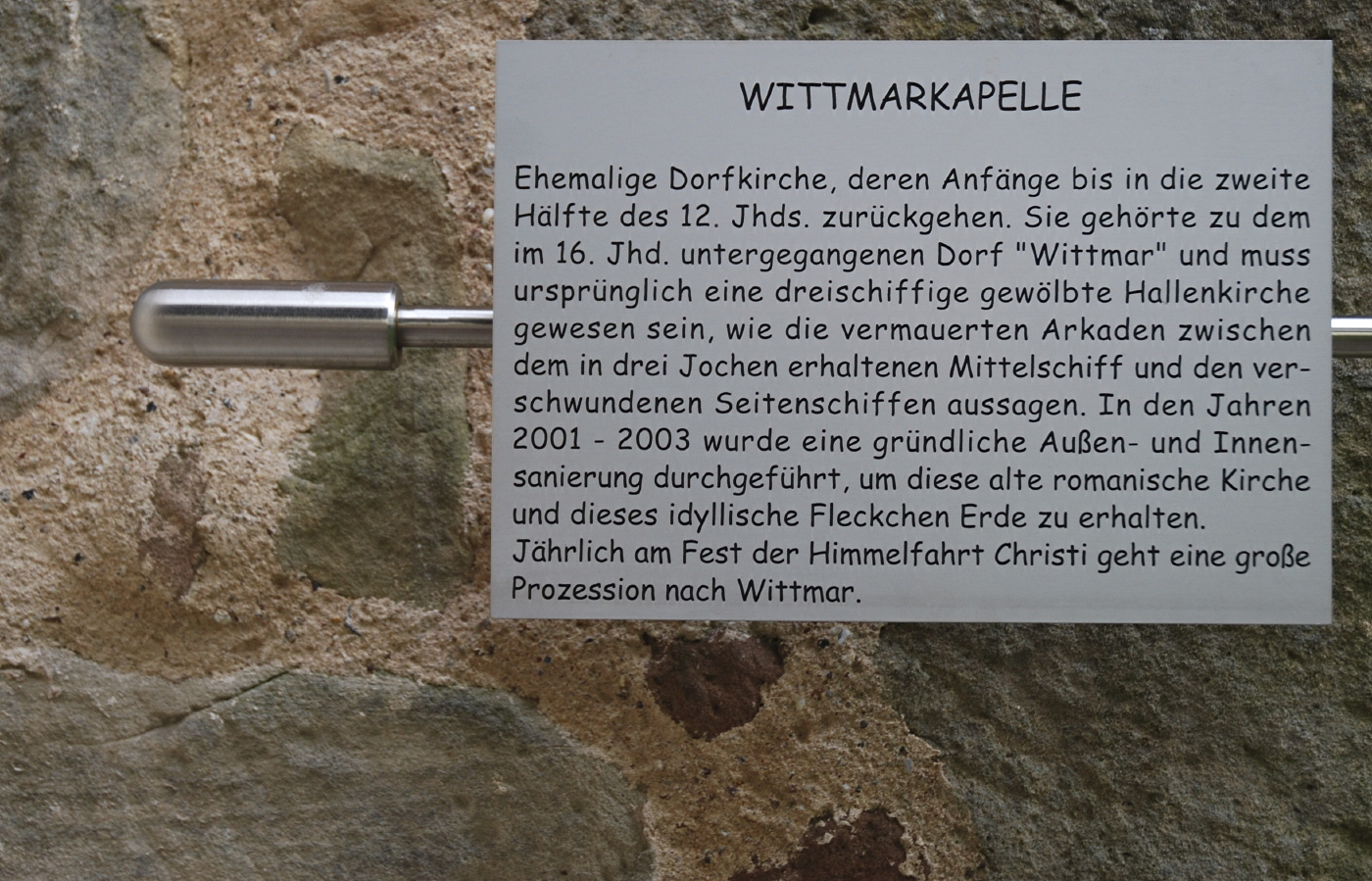
Informationstafel an der Kapelle

Die Wittmarkapelle, an der Landstraße 3075 zwischen Volkmarsen und Welda (jeweils in 2,5 km Entfernung in Süd-Nord-Richtung), ist eine romanische Kirche in der Wüstung Wittmar im nordhessischen Landkreis Waldeck-Frankenberg. Die kleine Kirche liegt auf 182 m Höhe über NHN im Tal der Twiste am westlichen Fuß des 261 m hohen Kollenbergs, etwa 1,2 km südlich der hessischen Landesgrenze mit Nordrhein-Westfalen. Sie ist Filialkirche der katholischen Pfarrkirche St. Marien in Volkmarsen.

## Geschichte
Die Kirche wurde um 930 gebaut, vermutlich an der Stelle eines älteren Vorgängerbaus, der wahrscheinlich als Täuferkirche zur Zeit der Christianisierung in der Region eine wichtige Rolle spielte. (Es gibt mehrere Interpretationen über den Namen Wittmar, von denen eine Version eine vorchristliche germanische Kultstätte am Ort suggeriert.) Die neue Kirche war wohl ursprünglich eine dreischiffige gewölbte Hallenkirche, wie die vermauerten Arkaden zwischen dem in drei Jochen erhaltenen Mittelschiff und den verschwundenen Seitenschiffen andeuten, ist aber heute nur noch einschiffig.  
Die Kirche war Pfarrkirche und wird noch 1499 als solche erwähnt. Die dem Hl. Laurentius gewidmete Kirche in Volkmarsen, deren Reste heute noch an der "Vikarie" zu sehen sind und die nach 1260 von der Kirche St. Marien als Stadtkirche abgelöst wurde, war Filiale der Kirche zu Wittmar und dem dortigen Pfarrer unterstellt. Die Patronatsrechte lagen spätestens nach dem Sturz Heinrichs des Löwen in den Händen der Grafen von Everstein, die auch Gerichtsherren zu Wittmar waren. Sie belehnten die Herren Groppe von Gudenberg ganz oder teilweise mit Gericht und Kirchenpatronat. 1237 oder 1239 ging das Patronat dann an das Augustiner-Chorfrauen-Stift Aroldessen: Theoderich Groppe von Gudenberg (1213–1241) übergab 1237 sein Patronatsrecht über die Kirchen zu Wittmar, Volkmarsen und Benfeld (Benvilte) zu seinem Seelenheil dem Kloster, und 1239 übereignete auch Otto II. von Everstein seine Rechte an den drei Kirchen dem Kloster Aroldessen.  1251 bestätigten die Brüder Dietrich und Conrad Groppe von Gudenberg noch einmal die Schenkung der Kirche durch ihren Vater Dietrich an das Kloster Aroldessen.
Der Ort Wittmar fiel spätestens im 16. Jahrhundert wüst.

## Renovierung und heutige Nutzung
Von 2000 bis 2003 wurde die der Hl. Maria und dem Hl. Martin geweihte Kirche umfassend renoviert.  Während eines Gottesdienstes zum Abschluss der Erneuerungsarbeiten an Christi Himmelfahrt 2003 wurde auch eine Glocke geweiht. Seitdem finden in den Sommermonaten regelmäßig donnerstags Messen statt. Außerdem findet jedes Jahr an Christi Himmelfahrt eine Prozession mit anschließendem Gottesdienst in Wittmar statt. 